# رحمت‌آباد بزرگ
رحمت‌آباد بزرگ، روستایی از توابع بخش دشتابی شهرستان بوئین‌زهرا در استان قزوین ایران است.

## جمعیت
این روستا در دهستان دشتابی غربی قرار دارد و براساس سرشماری مرکز آمار ایران در سال ۱۳۸۵، جمعیت آن ۱٬۲۸۳ نفر (۳۴۴خانوار) بوده‌است.